# Klaus Fischer (Schriftsteller)

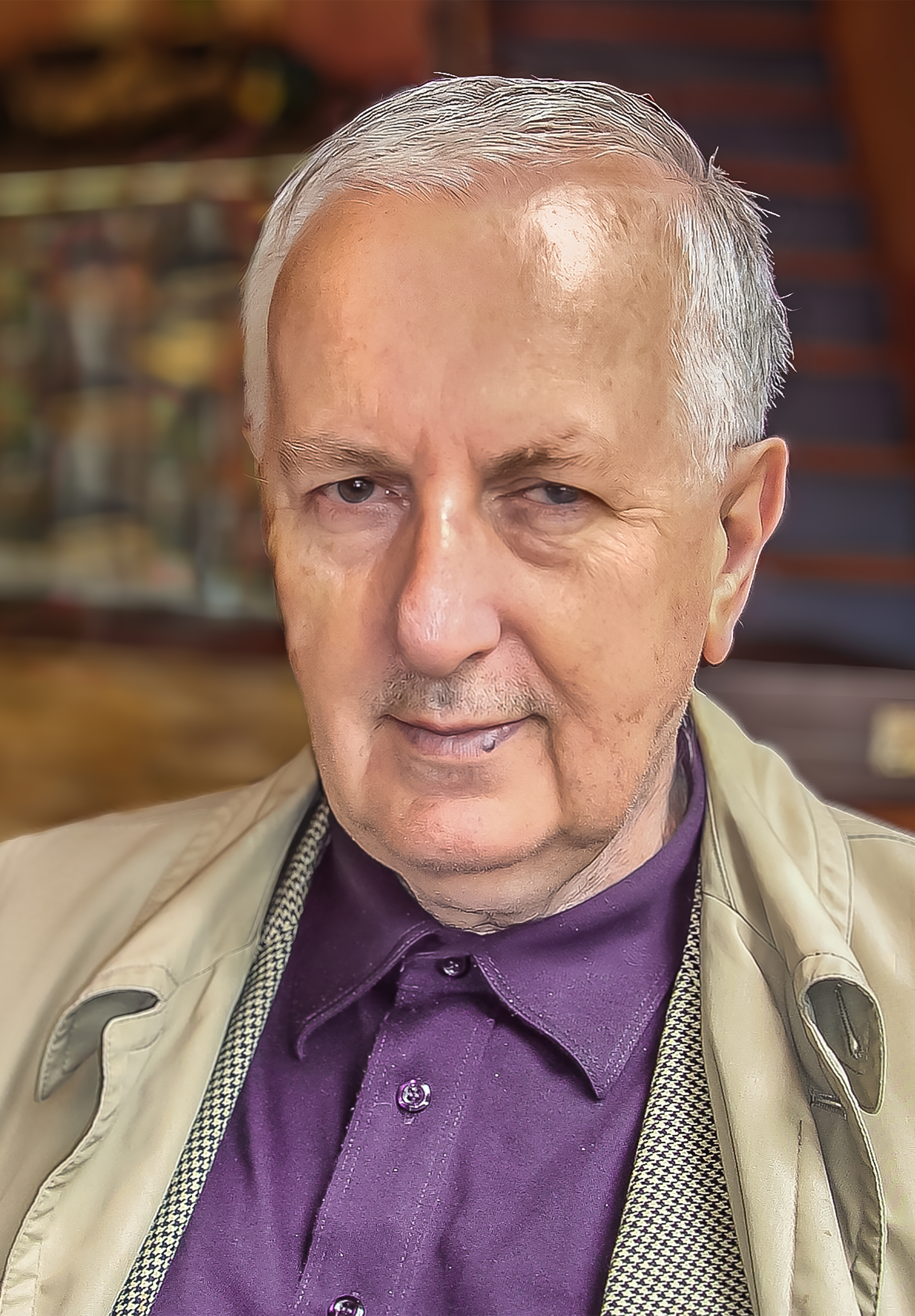
Klaus Fischer, 2017

Klaus Fischer (* 30. Juni 1930 in Worms; † 6. September 2022 in Baden-Baden) war ein deutscher Schriftsteller.

## Leben
Klaus Fischer studierte Geschichte und Soziologie an der Universität Heidelberg, der Ludwig-Maximilians-Universität München und der Universität Paris. Nach seinem Studium zog Fischer im Jahr 1959 nach Baden-Baden und arbeitete zunächst als freier Übersetzer für den Südwestfunk Baden-Baden und  inszenierte für den Sender bis ins Jahr 1987 seine eigenen Hörspiele und literarische Radiosendungen.
Fischer verfasste neben zahlreichen Reiseberichten und Feuilletons auch politische und literarische Reportagen für die FAZ, den Spiegel und die Stuttgarter Zeitung. Zu seinen bekanntesten Werken als Autor zählen vor allem die Bücher Faites votre jeu - Chronik der Spielbank Baden-Baden und Russen in Baden-Baden. Seit 1977 war er Mitglied des Verbands deutscher Schriftsteller. In den 90er Jahren war Fischer wissenschaftlicher Berater für die Sendung Goldene Zeiten und die ARD-Reportagen Russen in Baden-Baden, Franzosen in Baden-Baden und Rokoko & Co.

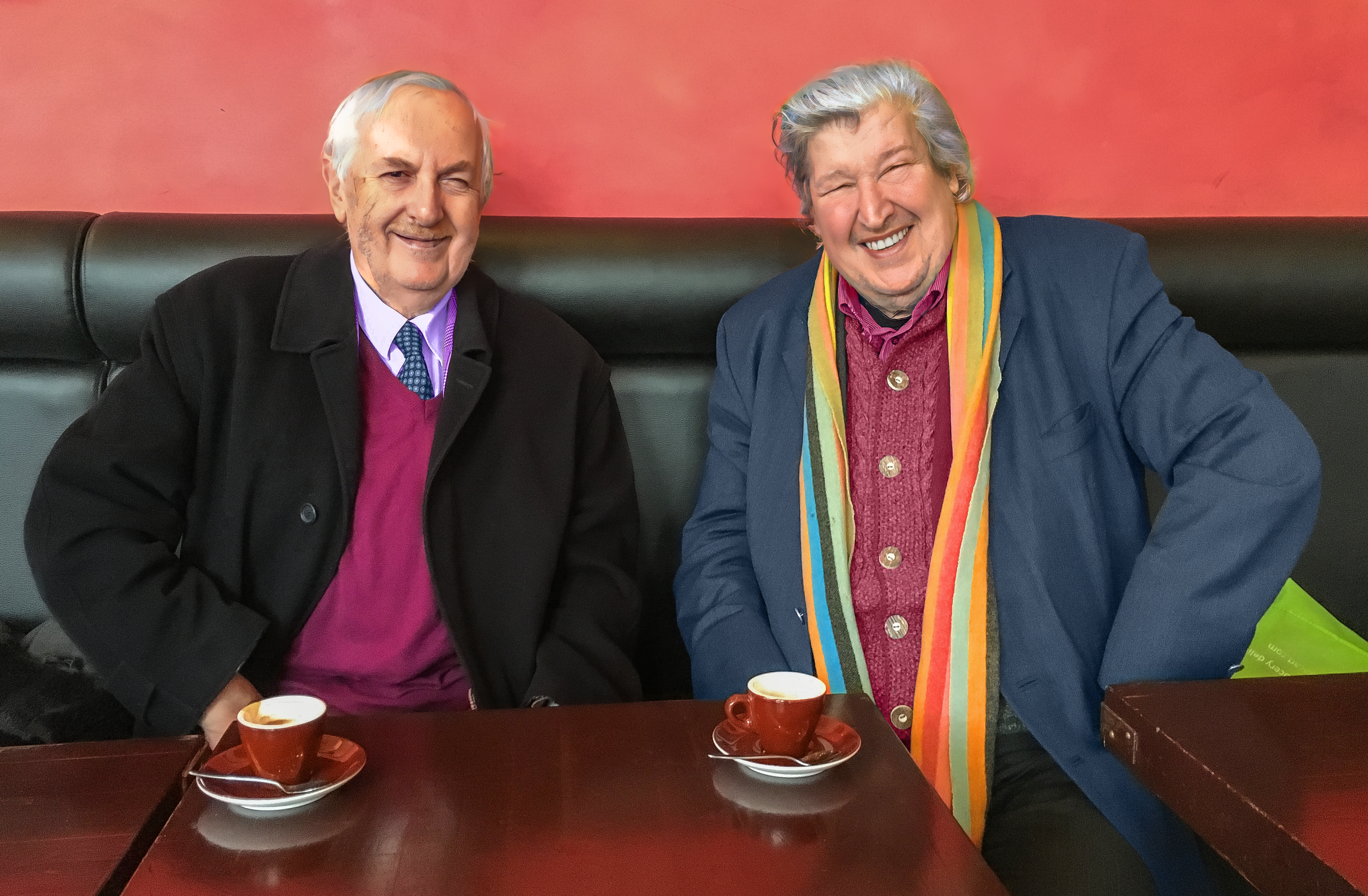
Klaus Fischer mit dem Schauspieler Helmut Krauss, der ihn in dem Film Trolls World – Voll vertrollt! darstellte.

In Würdigung seiner vielfältigen Verdienste um die Stadt Baden-Baden als Autor wurde Fischer 2005 mit der Baden-Baden-Medaille geehrt.
Mit seiner Muse, der Schauspielerin Jennah Karthes, verfasste Fischer die Bücher Gedichte eines Eingeweihten und Ein langer Sonntagnachmittag.
Fischer führte von 1951 bis 2021 Tagebuch und schuf aus diesem umfangreichen Werk zum Abschluss, etwa ein Jahr vor seinem Ableben, die bisher nicht veröffentlichten Summarien mit dem Titel Die unheimlichen Mächte der Stadt Baden-Baden.

## Werke
- Blick auf Philadelphia, 1970
- 100 Jahre Brenners Parkhotel, 1972
- Faites votre jeu - Chronik der Spielbank Baden-Baden, 1975
- Die schöne Ladendiebin, 1978
- Russen in Baden-Baden, 1980
- Baden-Baden erzählt - Der Kurort im alten und neuen Glanz, 1985
- Spiel in Baden-Baden - Der kleine Casino-Führer, 1985
- Zu den Klippen von Vanikoro Weltreise im Auftrag Ludwig XVI., 1987
- Auf Turgenews Spuren in der Kurstadt, 1990
- Es lebt sich so schön in Baden-Baden, 1990
- Schwarzes Theater, 1991
- Stadt- und Kurort Baden-Baden, 1993
- Wer bietet mehr – die Jahrhundertversteigerung in Baden-Baden, 1996
- Wie das Schicksal die Dinge fügt, 2000
- Eine deutsche Liebe, 2001
- Von Caracalla bis Charles de Gaulle - Ein unterhaltsamer Ritt durch die Baden-Badener Geschichte, 2003
- Judith Zoller - Die letzte Hexe von Baden-Baden, 2003
- Der Nibelungen Not, 2007
- Gedichte eines Eingeweihten, 2009
- Baden-Baden - Personen - Orte - Begebenheiten, 2010
- Tafelfreuden und Tafelleiden, 2010
- Ein langer Sonntagnachmittag, 2011
- Die unheimlichen Mächte der Stadt Baden-Baden, bisher unveröffentlicht

## Hörspiele (Auswahl)
- 1958: Julias Ehe - Regie: Ludwig Cremer (Original-Hörspiel – SWF)
- 1960: Forum junger Autoren: In Erwartung eines Festes - Regie: Hans Conrad Fischer (Originalhörspiel – SDR)
- 1960: Gericht in Potenza - Regie: Gustav Burmester (Hörspiel – NDR)
- 1962: Märchen und Legenden: Cäcilien-Ode - Regie: Gert Westphal (Hörspiel – WDR)
- 1963: Der Gastfreund - Regie: Heinz Wilhelm Schwarz (Originalhörspiel – WDR)
- 1963: Selbstbildnis Anton Abermann – Regie: Nicht angegeben (Hörspiel – HR)
- 1963: Der Salon
- 1964: Die Kreuzfahrer - Regie: Gustav Burmester (Originalhörspiel – WDR)
- 1964: Man schreibt uns aus Kalkutta - Regie: Heinz Hostnig (Hörspiel – SR)
- 1965: Amphisa zerstört - Regie: Gert Westphal (Hörspiel – RIAS Berlin)
- 1973: Die algerische Stunde
- 1977: Großer Preis der badischen Wirtschaft - Regie: Heiner Schmidt (Hörspiel – SWF)
- 1978: Honoré de Balzac: Nicole bei Nacht (Bearbeitung (Wort)) - Regie: Ursula Langrock (Hörspielbearbeitung – SWF)
- 1979: Ein Absturz
- 1982: Der Schindanger – Dramaturgie und Regie: Lilo Külp (Originalhörspiel – SWF)
- 1983: Paris bei Nacht
- 1984: Amphisa zerstört
- 1985: Eine Leidenschaft in den Bergen
- 1986: Cäcilienode
- 1987: Heike und die Pyramideneiche
- 1987: Judith Zoller - die letzte Hexe von Baden-Baden

## Theaterstücke
- 1963: Der Anruf
- 1964: Die Flucht
- 1966: Cosmo oder die Abreise
- 1966: Die Erbin
- 1967: Ein Bahnhof auf dem Lande
- 1970: Der Morgen des Fürsten de la Mothe
- 1974: Standhaft wie Niemand
- 1983: Der Soldat und die Hexe

## Trivia
In der Fantasy-Komödie Trolls World – Voll vertrollt! des Baden-Badener Regisseurs Eric Hordes aus dem Jahr 2020 wurde Klaus Fischer von dem Schauspieler Helmut Krauss verkörpert.